# Nazionale maschile di pallavolo della Bosnia ed Erzegovina
La nazionale maschile di pallavolo della Bosnia ed Erzegovina è una squadra europea composta dai migliori giocatori di pallavolo della Bosnia ed Erzegovina ed è posta sotto l'egida della Federazione pallavolistica della Bosnia ed Erzegovina.

## Rosa
Segue la rosa dei giocatori convocati per l'European Silver League 2022.
| N° | Nome              | Ruolo | Data di nascita   | Squadra            |
| -- | ----------------- | ----- | ----------------- | ------------------ |
| 1  | Džemil Jelašković | P     | 7 febbraio 1993   | Škendija           |
| 2  | Alen Didović      | S     | 8 gennaio 1997    | Epicentr-Podoljany |
| 4  | Kenan Fejzić      | P     | 28 luglio 1996    | Bosna Sarajevo     |
| 5  | Tihomir Gajić     | C     | 13 ottobre 1993   | HAOK Mladost       |
| 6  | Ivo Ivić          | P     | 1º maggio 2000    | Ried               |
| 7  | Adin Fazlić       | S     | 10 dicembre 2001  | -                  |
| 8  | Asmir Hukičević   | S     | 16 marzo 1993     | Mladost Brčko      |
| 9  | Miloš Popović     | C     | 18 ottobre 1996   | Borac              |
| 10 | Adi Osmanović     | O     | 6 maggio 1995     | Hatayspor          |
| 11 | Emir Makaš        | S     | 19 agosto 1990    | Fužinar            |
| 13 | Andrej Ristić     | S     | 23 gennaio 1998   | Stella Rossa       |
| 17 | Marko Milovanović | O     | 23 aprile 1998    | Kaposvár           |
| 18 | Bakir Hercegovac  | C     | 16 novembre 2000  | Domaljevac         |
| 19 | Matej Ivić        | L     | 27 gennaio 1999   | Varaždin           |
| 20 | Stefan Janković   | C     | 27 settembre 2001 | Partizan           |

## Risultati

### Competizioni CEV
| 2018 | non qualificata | -            |
| 2019 | 7º posto        | Convocazioni |
| 2021 | non qualificata | -            |
| 2022 | 6º posto        | Convocazioni |
| 2023 | non qualificata | -            |
| 2024 | non qualificata | -            |